# Siemiatkowski Glacier
Siemiatkowski Glacier är en glaciär i Antarktis. Den ligger i Västantarktis. Inget land gör anspråk på området. Siemiatkowski Glacier ligger 309 meter över havet.
Terrängen runt Siemiatkowski Glacier är kuperad åt sydost, men åt nordväst är den platt. Trakten är obefolkad. Det finns inga samhällen i närheten.